# 張子衷
張子衷（1486年—？），字和甫，號寅軒，騰驤左衛軍籍，山西大同府渾源州人，明朝政治人物。

## 生平
正德十一年（1516年）丙子科順天鄉試第七十五名舉人，十二年（1517年）中式丁丑科會試第二百七名，二甲第六十五名進士。戶部觀政，授工部主事，升員外郎、郎中，出為湖廣德安府知府，致仕。

## 家族
曾祖張本清；祖父張九成，稅課局大使；父張天鉞，母楊氏；繼母劉氏。具慶下。弟張子政。